# Арикем
Арикем (Arikem, Ariken) - мёртвый индейский язык, принадлежащий к арикемской группе языковой семьи тупи, который раньше был распространён на притоках верха реки Мадейра, на реках Жамари и Кандеяс, в штате Рондония в Бразилии. Название язык получил от арикемской группы, в которую также входит язык кабишьяна.